# Ahu Yağtu
Ahu Yağtu (ur. 11 lipca 1978 w Izmirze) – turecka aktorka i modelka.

## Życiorys
Zadebiutowała na ekranie w 2001 roku, w serialu 90-60-90, a następnie wystąpiła w kilku innych produkcjach. W 2010 roku wystąpiła w serialu Cena miłości. Od 2014 do 2017 roku występowała w serialu telewizyjnym Rozdarte serca, a następnie w Kadın w latach 2018–2019.
Od 2012 roku była w związku małżeńskim z Cemem Yilmaz, jednak rozwiedli się w 2013 roku. Razem mają jednego syna o imieniu Kemal.

## Filmografia
| Rok       | Tytuł            | Rola         |
| --------- | ---------------- | ------------ |
| 2001      | 90-60-90         | Esin         |
| 2003      | Kampüsistan      |              |
| 2005      | Savcının Karısı  | Ece          |
| 2006      | 29-30            | Nil          |
| 2007      | Komiser Nevzat   | Zeynep       |
| 2010      | Cena miłości     | Pelin        |
| 2011      | Bir Çocuk Sevdim | Begüm        |
| 2014-2017 | Rozdarte serca   | Candan Soylu |
| 2018-2019 | Kadın            | Pırıl        |